# المركز الدولي للبحوث الزراعية في المناطق الجافة

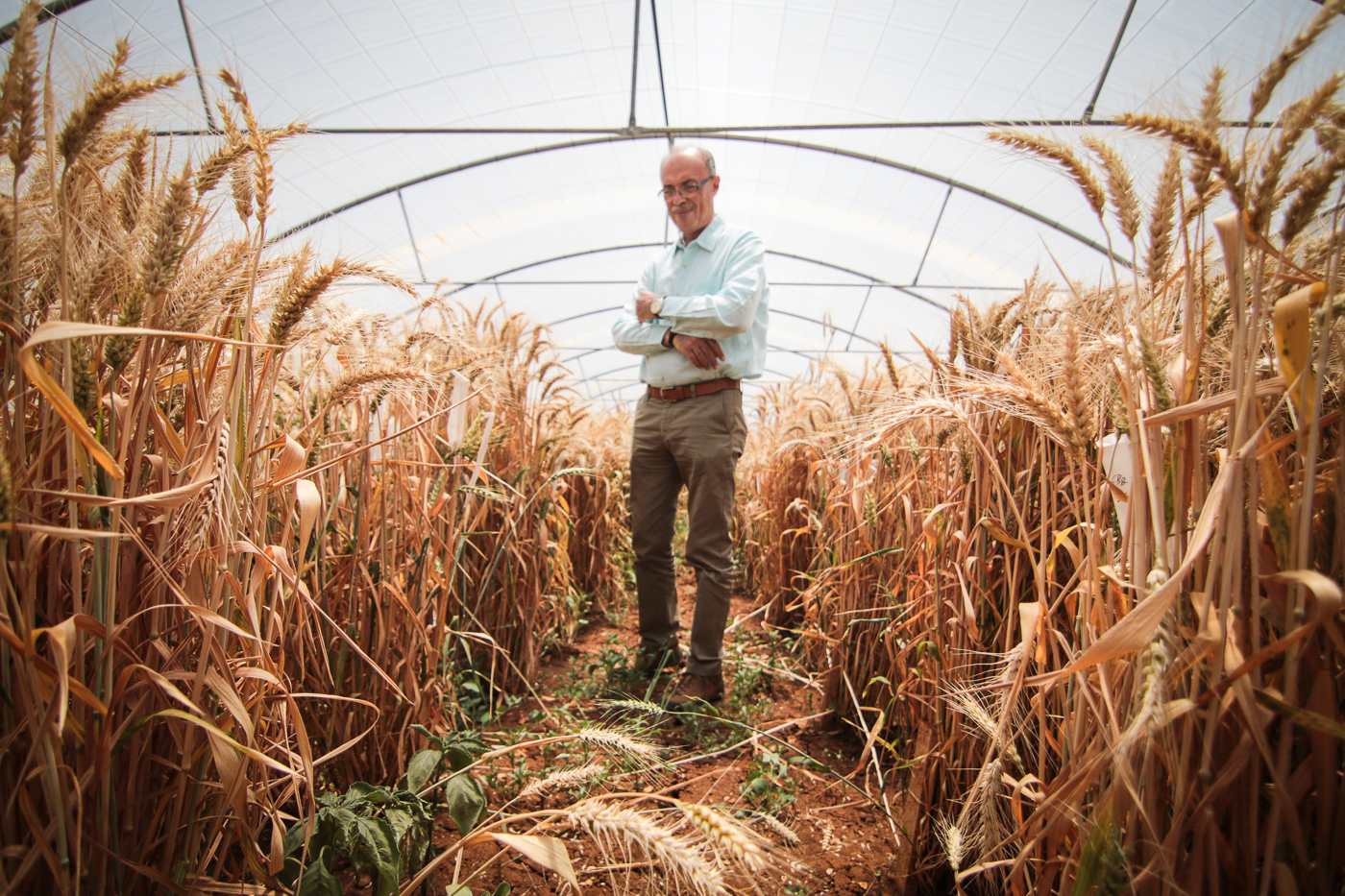

المركز الدولي للبحوث الزراعية في المناطق الجافة أو إيكاردا (بالإنجليزية: ICARDA)‏ هو واحد من 16 مركزاً لحصاد المستقبل تدعمها المجموعة الاستشارية للبحوث الزراعية الدولية (CGIAR).

## نشاطات المركز
تقوم إيكاردا بخدمة العالم النامي ككلّ في مجال تحسين العدس والشعير والفول، كما تعمل على خدمة جميع البلدان النامية -في المناطق الجافة في مجال تحسين كفاءة استعمال المياه في حقول المزارعين وإنتاج المراعي الطبيعية والمجترات الصغيرة، وكذلك خدمة منطقة وسط وغربي آسيا وشمالي إفريقيا في مجال تحسين الأقماح الطرية والقاسية والحمص والنظم الزراعية. وتفيد البحوث التي تجريها إيكاردا في تخفيف وطأة الفقر على مستوى عالمي من خلال زيادة الإنتاجية بالتكامل مع الأساليب المُستدامة في إدارة الموارد الطبيعية. وتواجه إيكاردا هذا التحدي بتنفيذ البحوث وإجراء التدريب ونشر المعلومات ومشاركة نظم البحوث الزراعية والتنموية الوطنية.
يتم نقل نتائج البحوث التي تجريها إيكاردا من خلال تعاونها مع الهيئات ومؤسسات البحوث الوطنية والإقليمية، فضلاً عن الجامعات ووزارات الزراعة، وكذلك من خلال ما تقدمه من مساعدات فنية ودورات تدريبية. فهي توفر نطاقاً واسعاً من برامج التدريب، بدءاً من الدورات الجماعية الطويلة، إلى فرص التدريب الفردية على البحوث المتقدمة. وتُرفد هذه الجهود بعقد حلقات دراسية ونشر المطبوعات وتوفير الخدمات المعلوماتية المتخصصة.
قام المركز بالتعاون مع المجلس الأعلى للعلوم والتكنولوجيا في الأردن باستحداث أكاديمية الأراضي الجافة في الجامعة الهاشمية التي تقدم برنامج بكالوريوس في إدارة الموارد الطبيعية في الأراضي الجافة والذي يعد الأول من نوعه في الشرق الأوسط وقد تم طرحه بهدف تحقيق استدامة في أراضي البادية والأراضي الجافة التي تشكل 80 بالمئة من مساحة الأردن.

## وصلات خارجية
- الموقع الرسمي لمنظمة إيكاردا باللغة العربية